# ヴォルタースドルフ軌道
ヴォルタースドルフ軌道（ドイツ語: Straßenbahn Woltersdorf）は、ドイツの都市・ヴォルタースドルフの路面電車。東ドイツ時代の2軸車が長期に渡って使用されていた路線として知られており、2025年現在はヴォルタースドルフ軌道有限会社（Woltersdorfer Straßenbahn GmbH）が施設を所有し、シェーンアイヘ/リューダースドルフ軌道有限会社（Schöneicher-Rüdersdorfer Straßenbahn GmbH、SRS）が列車の運営を行っている。

## 歴史
19世紀後半から20世紀初頭にかけて、ヴォルタースドルフを始めとするベルリン郊外の地域は労働者の居住地や観光地として注目され、人口が増加していた。それに伴い、ベルリンとこれらの地域を結ぶ公共交通機関が求められるようになり、乗合馬車や蒸気船などが運行されるようになった。その中で、1905年以降鉄道駅とヴォルタースドルフを結ぶ路面電車の建設が検討されるようになり、複数の案から経路が決定した後、1912年にラーンスドルフ駅からヴォルタースドルフへ向かう路面電車の建設が認可された。そして1913年5月17日、10両（電動車4両、付随車6両）の電車を用いた営業運転が始まった。
1917年にはミュッゲルゼー屋外プール（Freibad Müggelsee）への延伸が計画されたが資金不足のため実現せず、1929年にも大規模な延伸が計画されたもののこちらも資金不足や運河を越える橋梁の建設が困難だったことから、ヴォルタースドルフ軌道の路線長は開業時のまま維持されることとなった。一方で駅や線路の整備や新型車両の導入、既存の車両の更新工事といった近代化は順次行われ、第二次世界大戦中の1944年には年間利用客数が史上最多の290万人を記録した。だが、翌1945年にはベルリン周辺での戦闘の影響で4月に運行が休止する事態となり、復旧は戦後の7月となった。
戦後、東ドイツの路面電車となったヴォルタースドルフ軌道は公営組織による運営に転換され、幾度かの変遷を経て1963年にシェーンアイヘ/ヴォルタースドルフ交通人民公社（VEB (K) Verkehrsbetrieb Schöneiche-Woltersdorf、VSK）の管理下に置かれた後、1971年に他の人民公社と共にフランクフルト（オーダー）動力交通コンビナート人民公社（VEB Kombinat Kraftverkehr Frankfurt/Oder）に統合された。車両については既存の車両の近代化が継続して行われた一方、車両の増備については東ドイツ各地の路面電車路線からの譲渡によって賄われた。その中でも1977年以降は東ドイツの企業が生産した2軸車（ゴータカー）が導入されるようになり、以降のヴォルタースドルフ軌道の主力となった。また、運賃の徴収方法については人員不足もあり1969年以降信用乗車方式に切り替えられ、1976年には不正乗車防止のためバリデーターが導入されている。
ドイツ再統一後の1991年1月1日、ヴォルタースドルフ軌道の運営権は新たに設立されたヴォルタースドルフ軌道有限会社（Woltersdorfer Straßenbahn GmbH）に移管された。これらを含む旧：人民公社が所有していた他の公共交通機関と共に当初全株とも信託公社を介してフュルステンヴァルデ/シュプレー動力輸送有限会社（Kraftverkehr Fürstenwalde/ Spree GmbH）が所持していたが、1993年6月にフュユステンヴァルデ郡（同年12月以降はオーダー＝シュプレー郡）とヴォルタースドルフ市へと譲渡された。一方、同年代以降は車両や施設の更新が継続して行われている他、開業時の車両を始めとした旧型車両の保存活動も精力的に行われている。
その後、2020年にシェーンアイヘ/リューダースドルフ軌道を運営するシェーンアイヘ/リューダースドルフ軌道有限会社はヴォルタースドルフ軌道の路線の5年分の運営権を獲得しており、以降は同社が列車の運営や施設の管理を行う一方でヴォルタースドルフ軌道有限会社は引き続き車両や施設を所有する形がとられている。

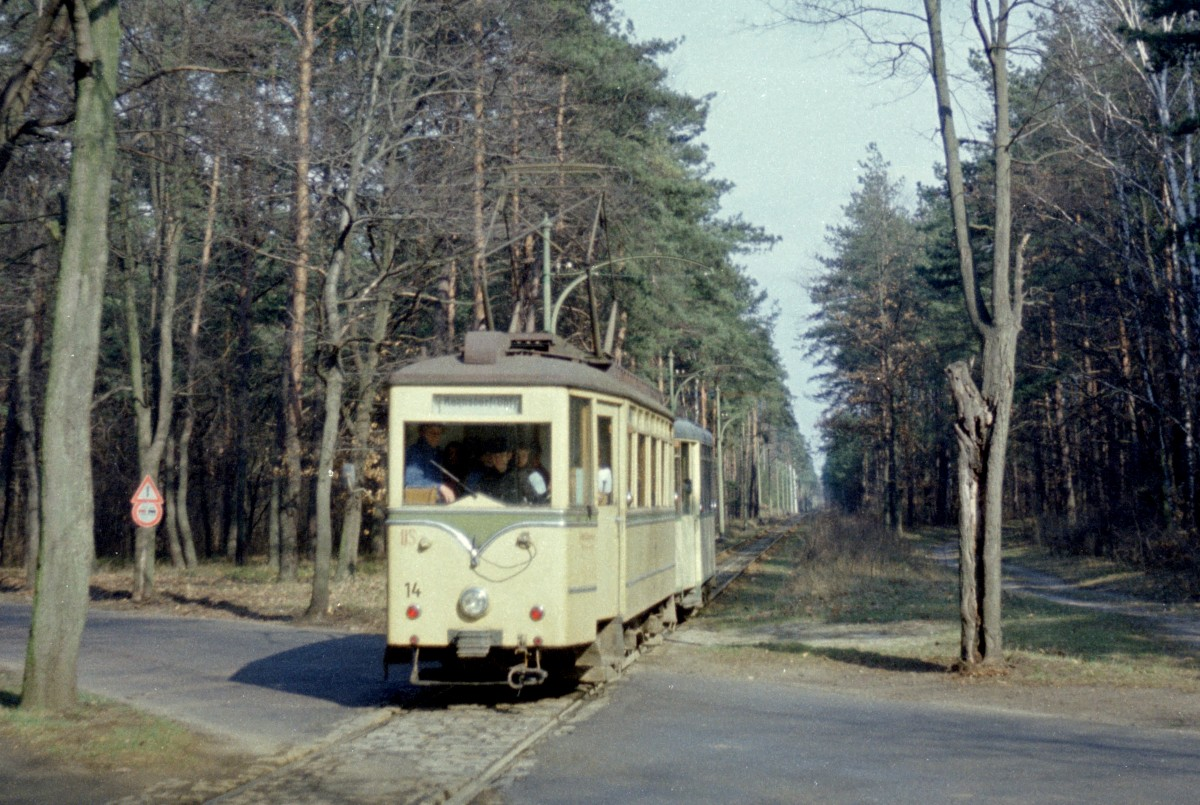
東ドイツ時代のヴォルタースドルフ軌道（1972年撮影）

## 系統
2022年現在、ヴォルタースドルフ軌道はベルリンSバーンと接続し、ヴォルタースドルフへ向かう全長5.6 kmの路線となっている。同路線はベルリン州やブランデンブルク州の路面電車をはじめとする公共交通機関と共にベルリン・ブランデンブルク運輸連合（VBB）に加入しており、「87号線」という系統名が付けられている。以下、87号線の電停を始めとする主要情報を記す。
| 電停名                  | 接続交通機関    | 備考・参考 |
| ----------------------- | --------------- | ---------- |
| Berlin-Rahnsdorf, S-Bhf | ベルリンSバーン |            |
| Goethestraße            |                 |            |
| Eichendamm              |                 |            |
| Lerchenstraße           |                 |            |
| Berliner Platz          |                 |            |
| Fasanenstraße           |                 |            |
| Thälmannplatz           | 路線バス        |            |
| Blumenstraße            |                 |            |
| Krankenhaus             | 路線バス        |            |
| Schleuse                | 路線バス        |            |

## 車両

### 営業用車両

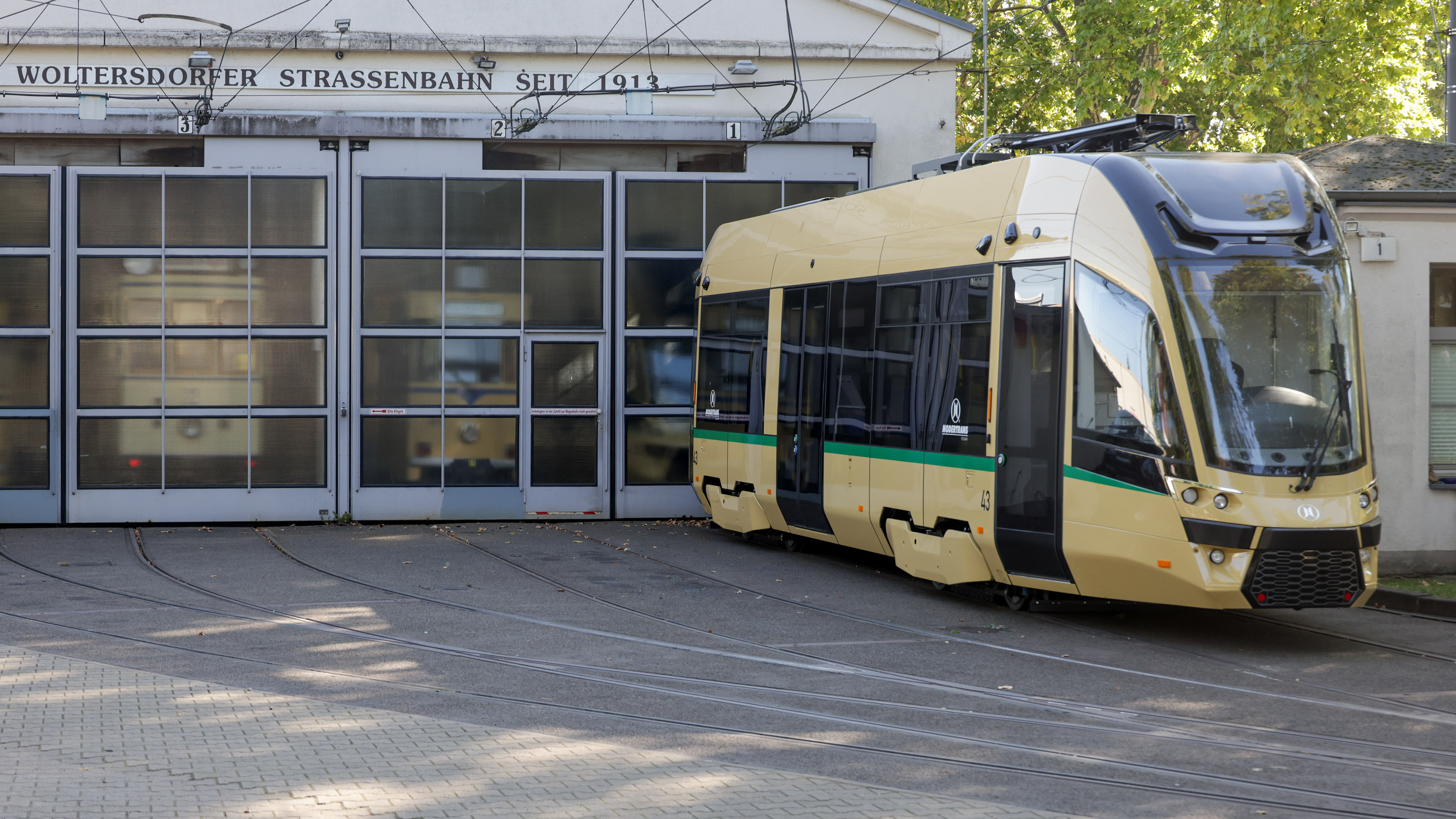
モデルス・ガンマ（LF 10 AC BD）
（2024年撮影）

2025年3月以降、ヴォルターズドルフ軌道の主力車両として使用されているのは、ポーランドの鉄道車両メーカーであるモダトランス（Modertrans）が展開する超低床電車のモデルス・ガンマ（Moderus Gamma）である。各都市に導入されている「モデルス・ガンマ」のうち、ヴォルターズドルフ軌道で使用されているのは1両でも走行可能な両運転台のボギー車「LF 10 AC BD」で、車内全体がバリアフリーに適した低床構造となっており、車内中央部には車椅子や自転車、ベビーカー用のフリースペースが設置されている。また、制動装置として電力を回収可能な回生ブレーキが搭載されている他、充電池により短い区間なら架線からの集電なしで走行する事も可能である。
2022年にブランデンブルク州やオーダー＝シュプレー郡からの支援を受ける形で導入契約が交わされ、2024年に最初の車両が完成しており、試運転を経て同年5月19日のヴォルターズドルフ軌道開通111周年の式典でお披露目された。そして、翌2025年1月25日から定期運転が行われており、同年3月1日以降は全定期列車が「モデルス・ガンマ」によって運用されている。
以下、「LF 10 AC BD」の主要諸元を記す。

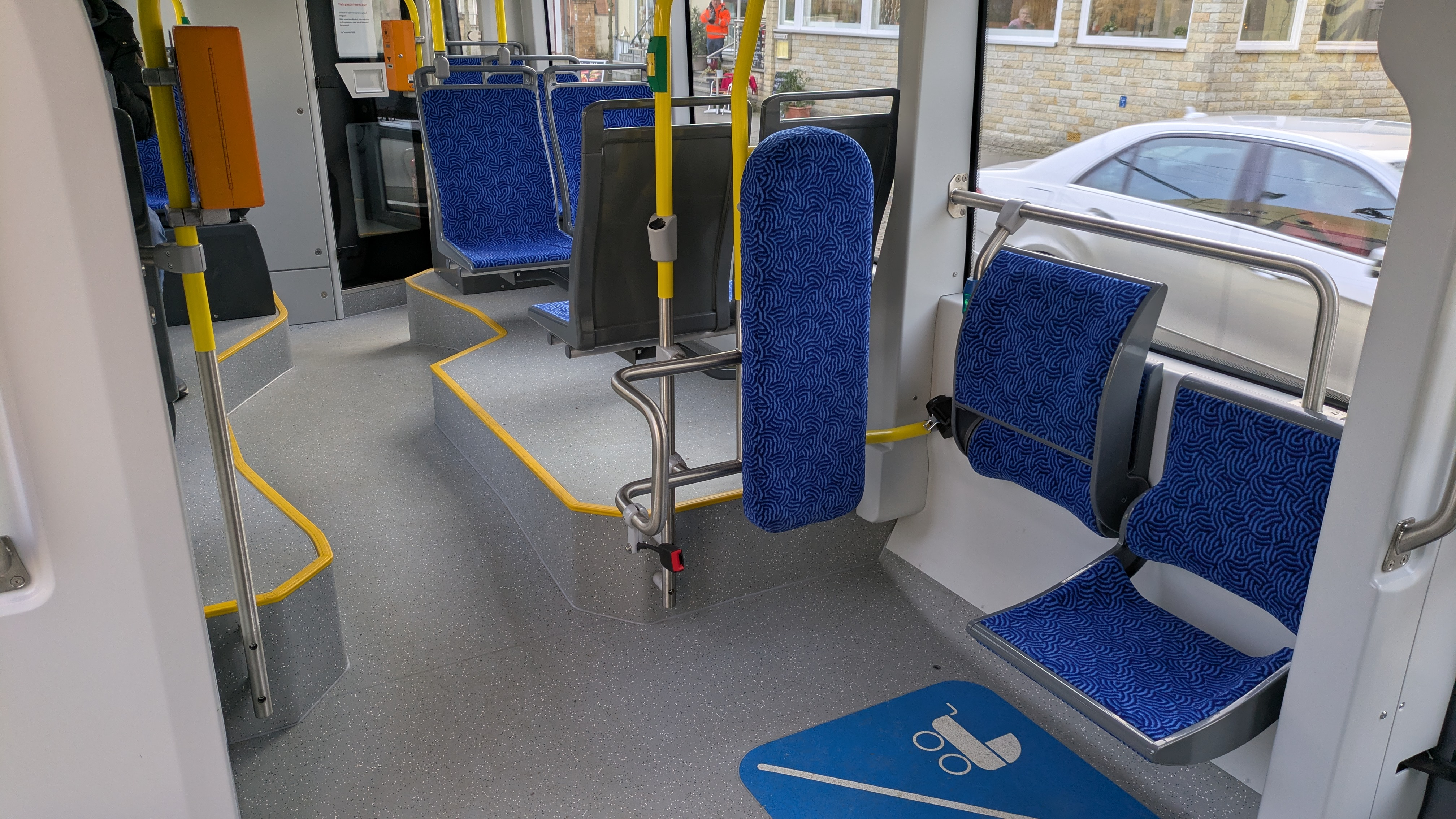
車内

| 主要諸元 | 主要諸元 | 主要諸元 | 主要諸元 | 主要諸元 | 主要諸元 | 主要諸元 | 主要諸元 | 主要諸元 | 主要諸元 | 主要諸元 | 主要諸元             |
| 両数     | 車両番号 | 車種     | 運転台   | 全長     | 全幅     | 重量     | 着席定員 | 車両定員 | 低床率   | 出力     | 備考・参考           |
| -------- | -------- | -------- | -------- | -------- | -------- | -------- | -------- | -------- | -------- | -------- | -------------------- |
| 4両      | 41 - 44  | ボギー車 | 両運転台 | 14,910mm | 2,400mm  | 20.5t    | 22人     | 76人     | 100%     | 200kw    | [ 14 ] [ 15 ] [ 16 ] |

### 過去の車両・予備車両

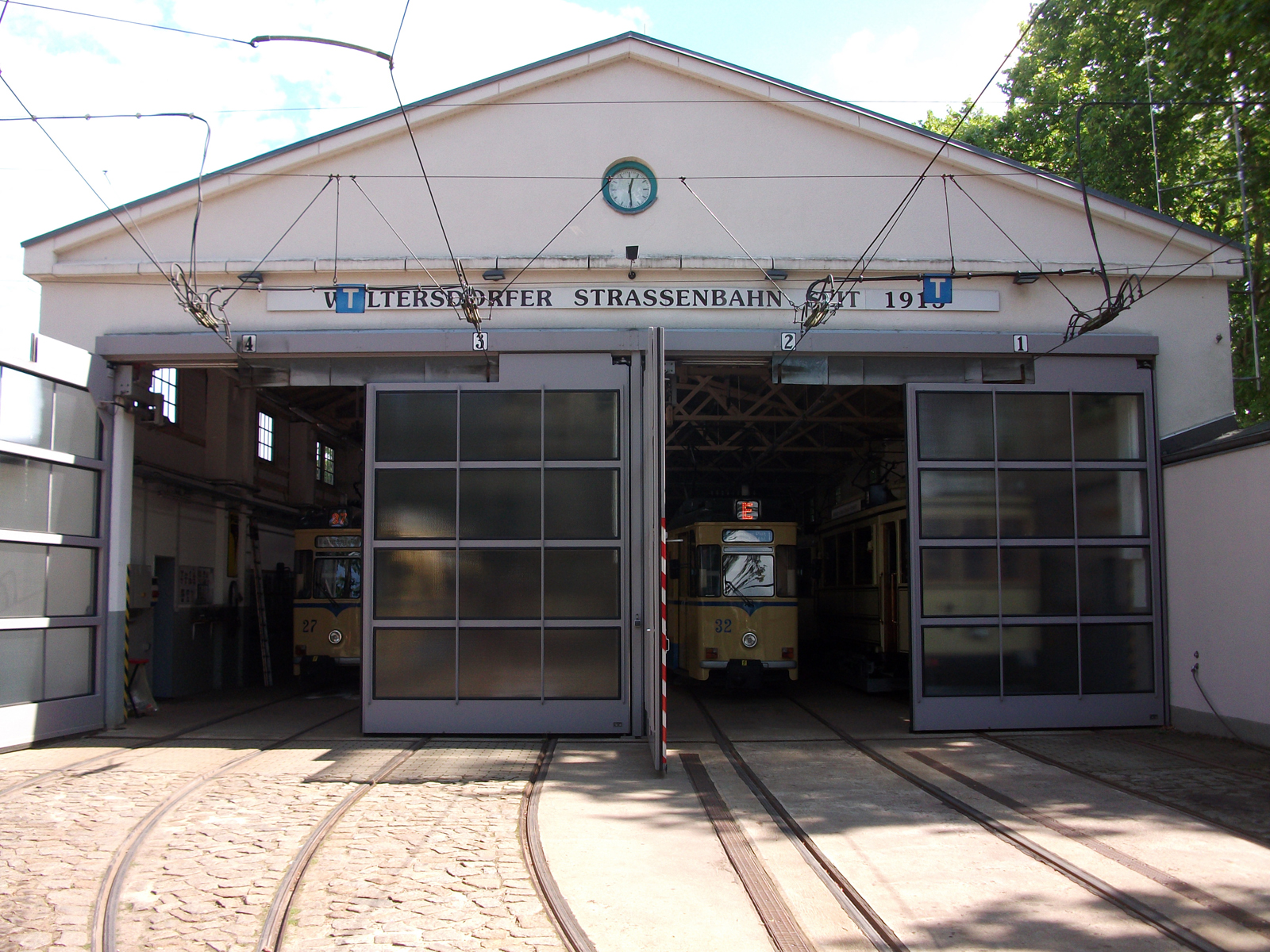
ヴォルタースドルフ軌道の車庫（2012年撮影）

2025年3月に「モデルス・ガンマ」に置き換えられるまで、ヴォルターズドルフ軌道で使用されていたのはドイツ各地の路面電車から譲渡された2軸車であった。大半の車両は1990年代に更新工事が行われていたものの、全車ともバリアフリーには適合しておらず、モデルス・ガンマ導入の要因となった。3月以降は多くの車両が売却される一方、一部は予備車として今後とも在籍する事になっている。
| 車両番号 | 車種   | 譲渡元             | 製造年 | 営業開始年 | 2025年以降の動向 | 備考                                                                              |
| -------- | ------ | ------------------ | ------ | ---------- | ---------------- | --------------------------------------------------------------------------------- |
| 27       | 電動車 | シュヴェリーン市電 | 1960年 | 1977年     | 売却             | 1978年までの車両番号は「13」                                                      |
| 28       | 電動車 | デッサウ市電       | 1959年 | 1978年     | 売却             | 現在の車両番号は2代目 1987年までの車両番号は「30」                                |
| 29       | 電動車 | シュヴェリーン市電 | 1961年 | 1978年     | 運用離脱中       |                                                                                   |
| 30       | 電動車 | シュヴェリーン市電 | 1960年 | 1977年     | 売却             | 現在の車両番号は2代目 1978年までの車両番号は「12」 1987年までの車両番号は28       |
| 31       | 電動車 | ドレスデン市電     | 1959年 | 1986年     | 予備車           |                                                                                   |
| 32       | 電動車 | デッサウ市電       | 1960年 | 1987年     | 予備車           | 導入当初の車両番号は「38」                                                        |
| 33       | 電動車 | ドレスデン市電     | 1957年 | 2015年     | 予備車           | 1997年以降は劇場の背景として使用 2008年に譲受後大規模修繕の上で2015年から運用開始 |
| 89       | 付随車 | シュヴェリーン市電 | 1960年 | 1977年     |                  |                                                                                   |
| 90       | 付随車 | シュヴェリーン市電 | 1960年 | 1977年     |                  |                                                                                   |

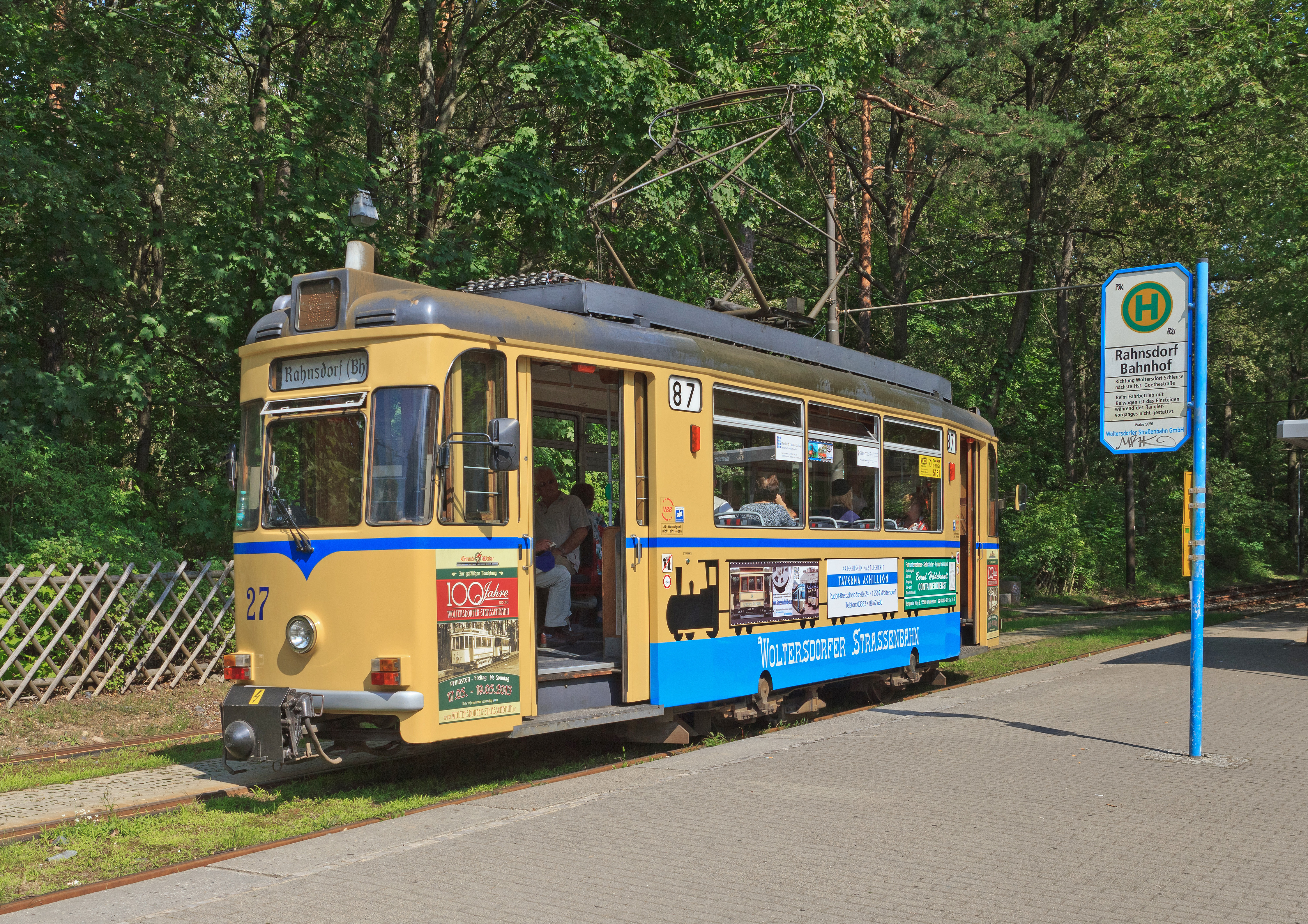
27（2013年撮影）
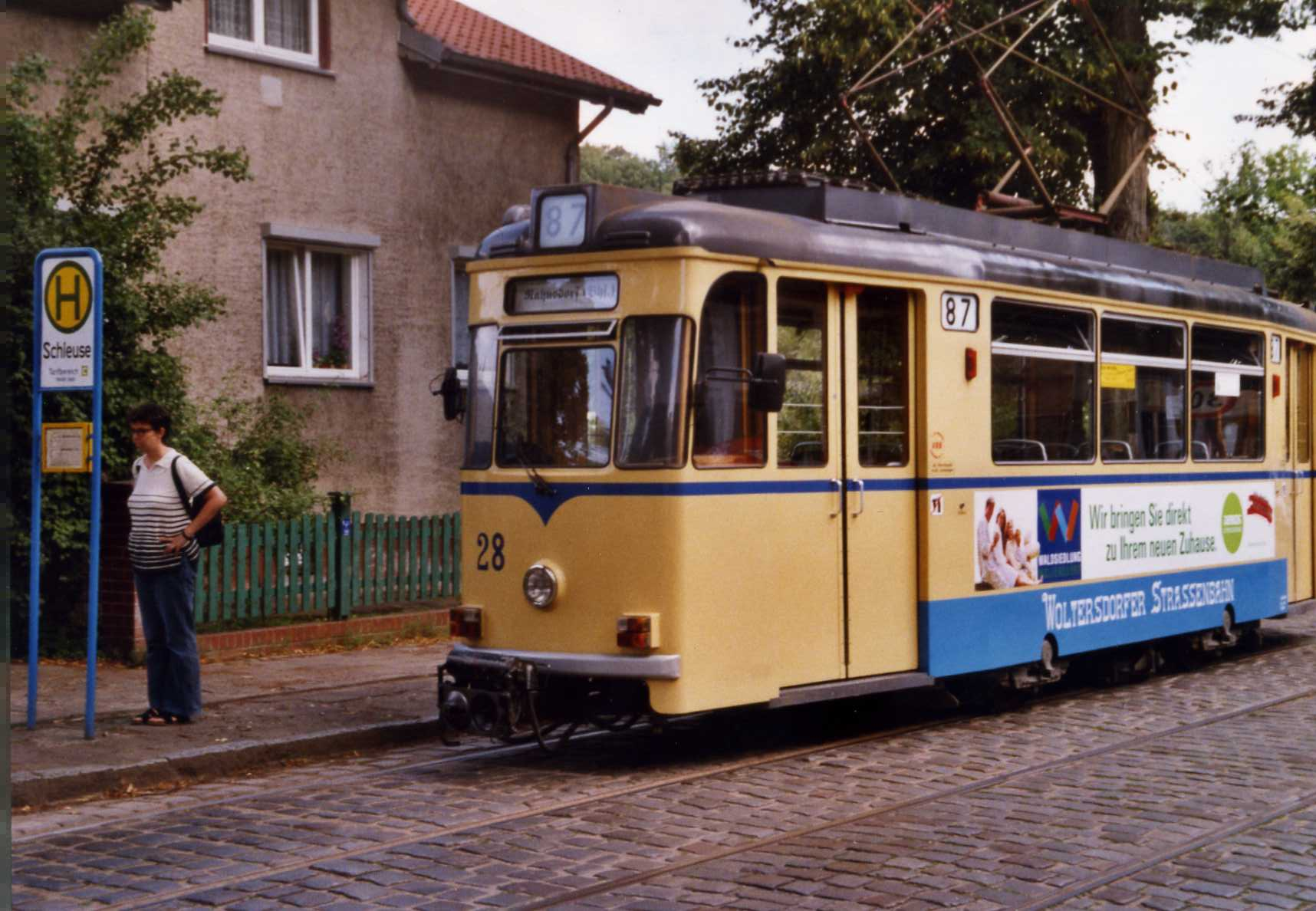
28（2003年撮影）
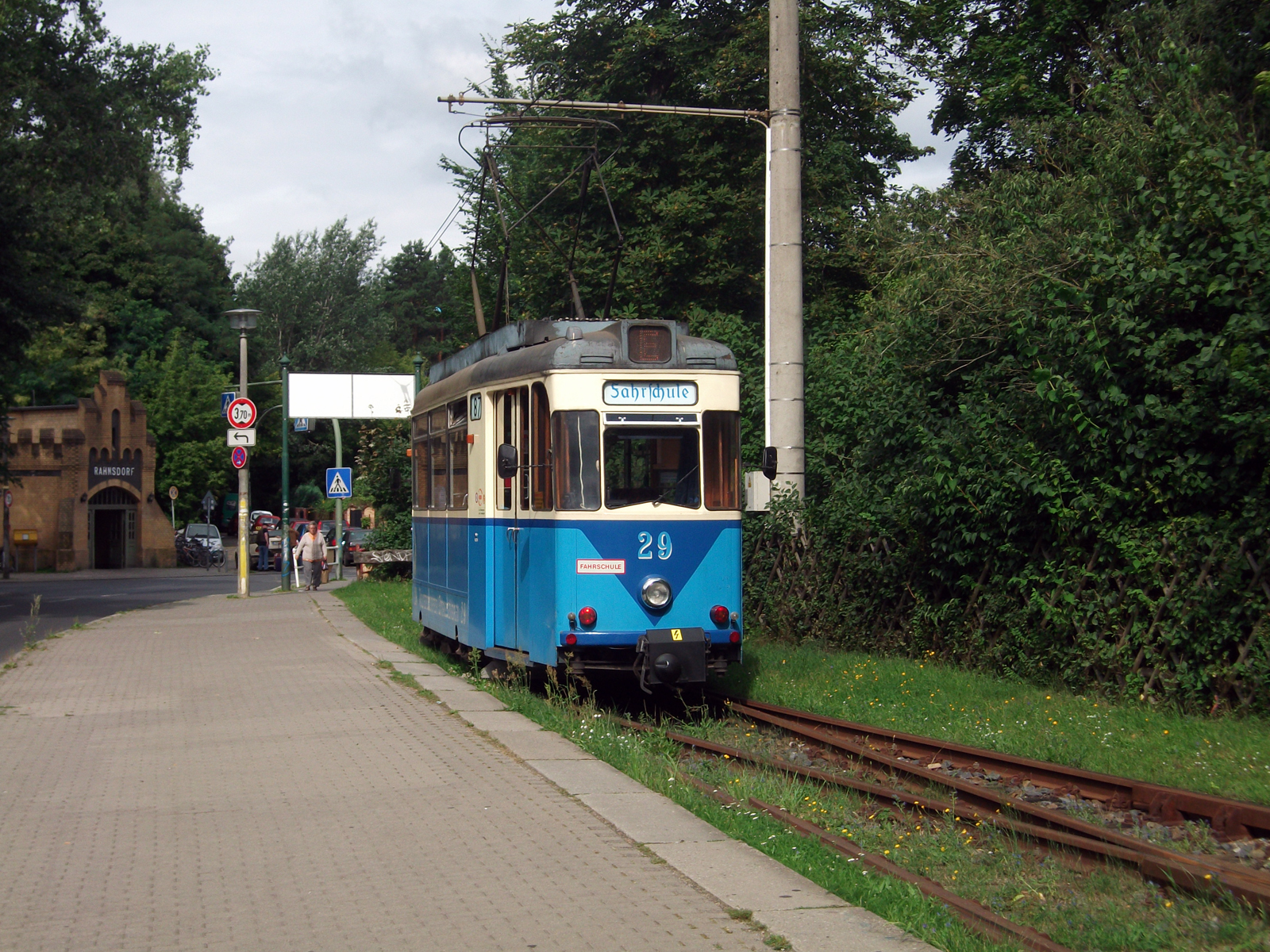
29（2012年撮影）
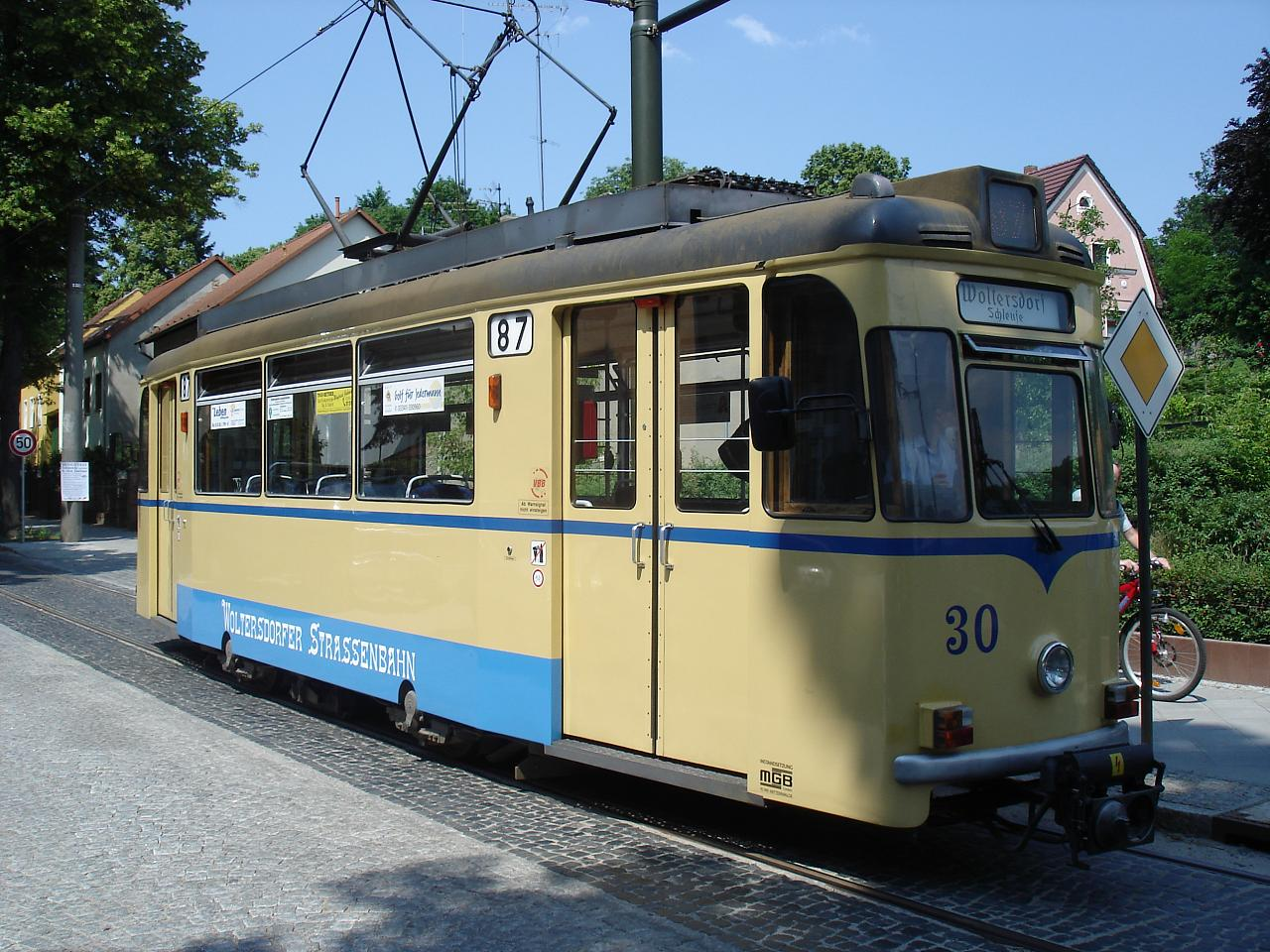
30（2007年撮影）
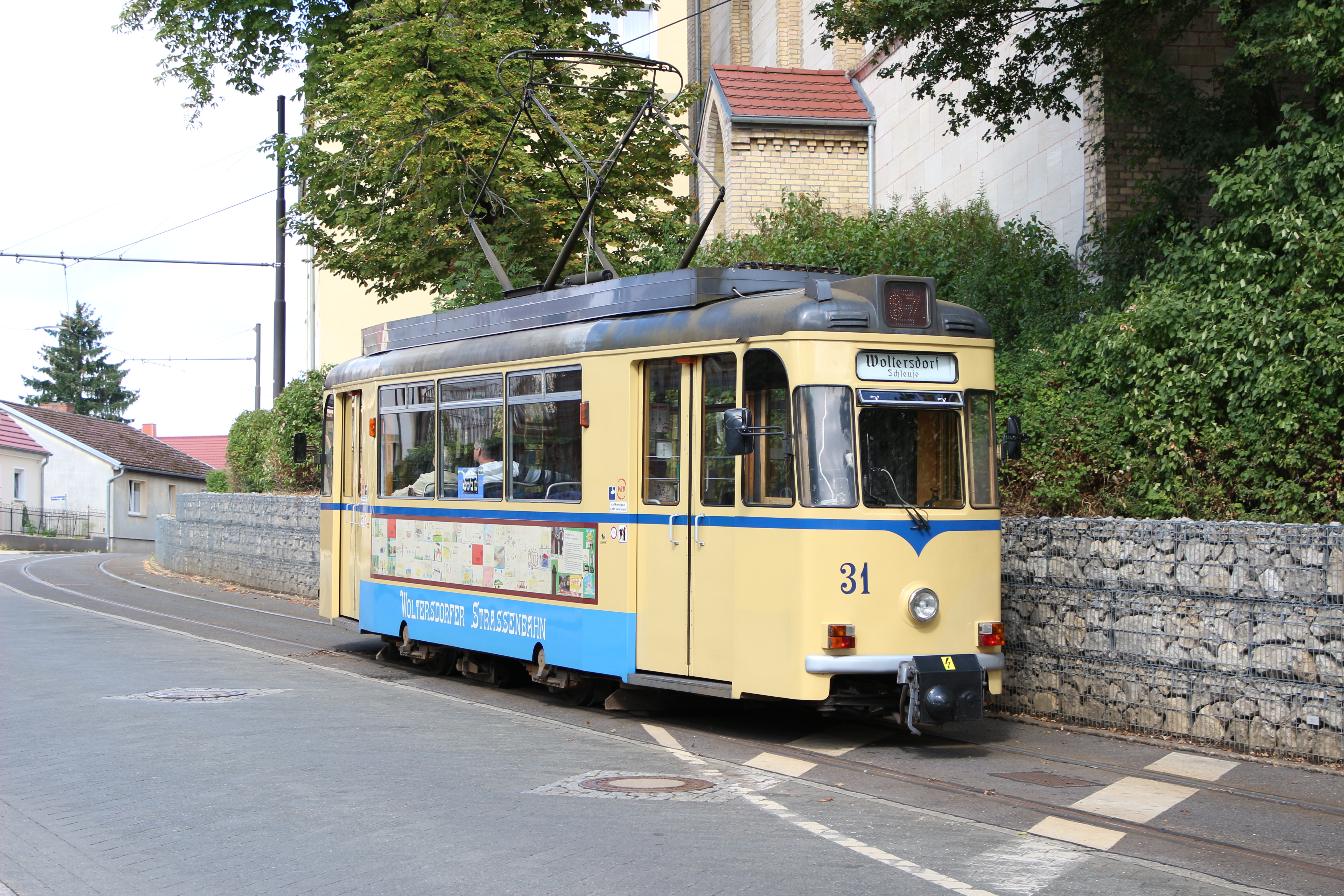
31（2018年撮影）
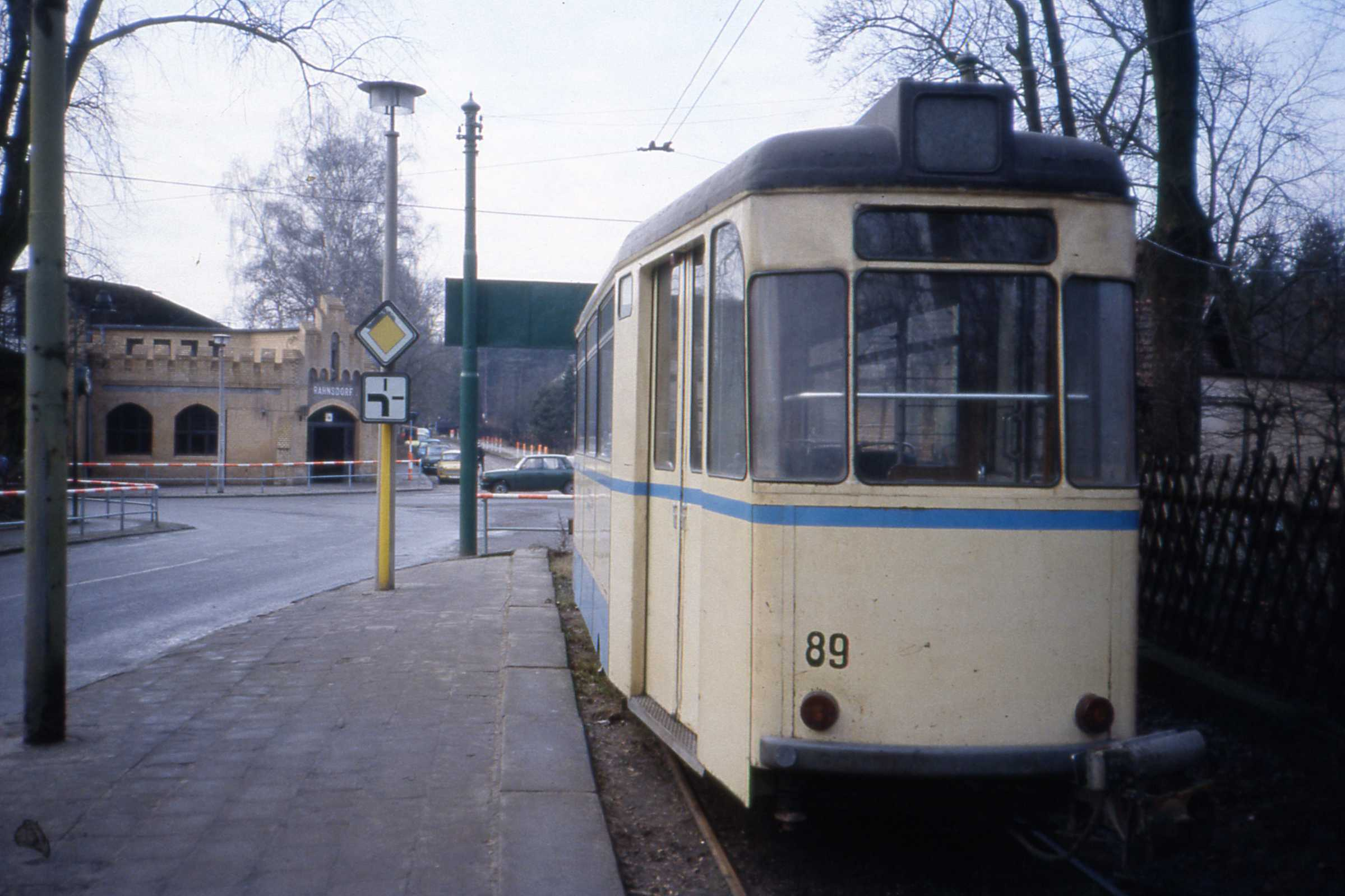
89（1990年撮影）

### 動態保存車両
- 2 - ヴォルタースドルフ軌道の開通に合わせて導入された1913年製の2軸車。1967年に事業用車両に改造され1974年まで使用された後、車庫内での静態保存を経て1987年から1988年にかけて動態復元が行われた。その後1999年から2003年にかけて安全基準への適合及び原型復元のため再度の工事が実施されている[25][26][27]。
- 7 - 第二次世界大戦中に設計された戦時型車両・クリークスシュトラーセンバーンワーゲン（KSW）の試作車。1943年に製造されベルリン市電での試運転後、1944年からヴォルタースドルフ軌道で使用された。後継車両の導入に伴い1979年以降は保存車両となっている[25][28][29]。
- 22 - 1968年にシュトラウスベルク鉄道から譲渡された、1944年製のクリークスシュトラーセンバーンワーゲンの付随車。1979年に廃車後は車庫で放置されていたが、1993年から1996年にかけて大規模な動態復元工事が行われた。現役時代の1978年に車両番号が「78」に変更されたが、復元にあたり元の車両番号へ戻されている。また、この「22」という車両番号は2代目にあたる[25][30][31]。
- 24 - ヴォルタースドルフ軌道の開通に合わせて導入された1913年製の付随車。同年に製造された6両の付随車（21 - 26）のうち唯一の現存車両で、1969年に廃車された後、原形への復元を兼ねた工事が1991年から行われ、開通80周年にあたる1993年に動態保存車両に加わった[25][32][33]。
- 218 - 元は1913年に製造されたベルリン市電向けの車両。2013年のヴォルタースドルフ軌道開通100周年に合わせて動態復元が行われた[34]。

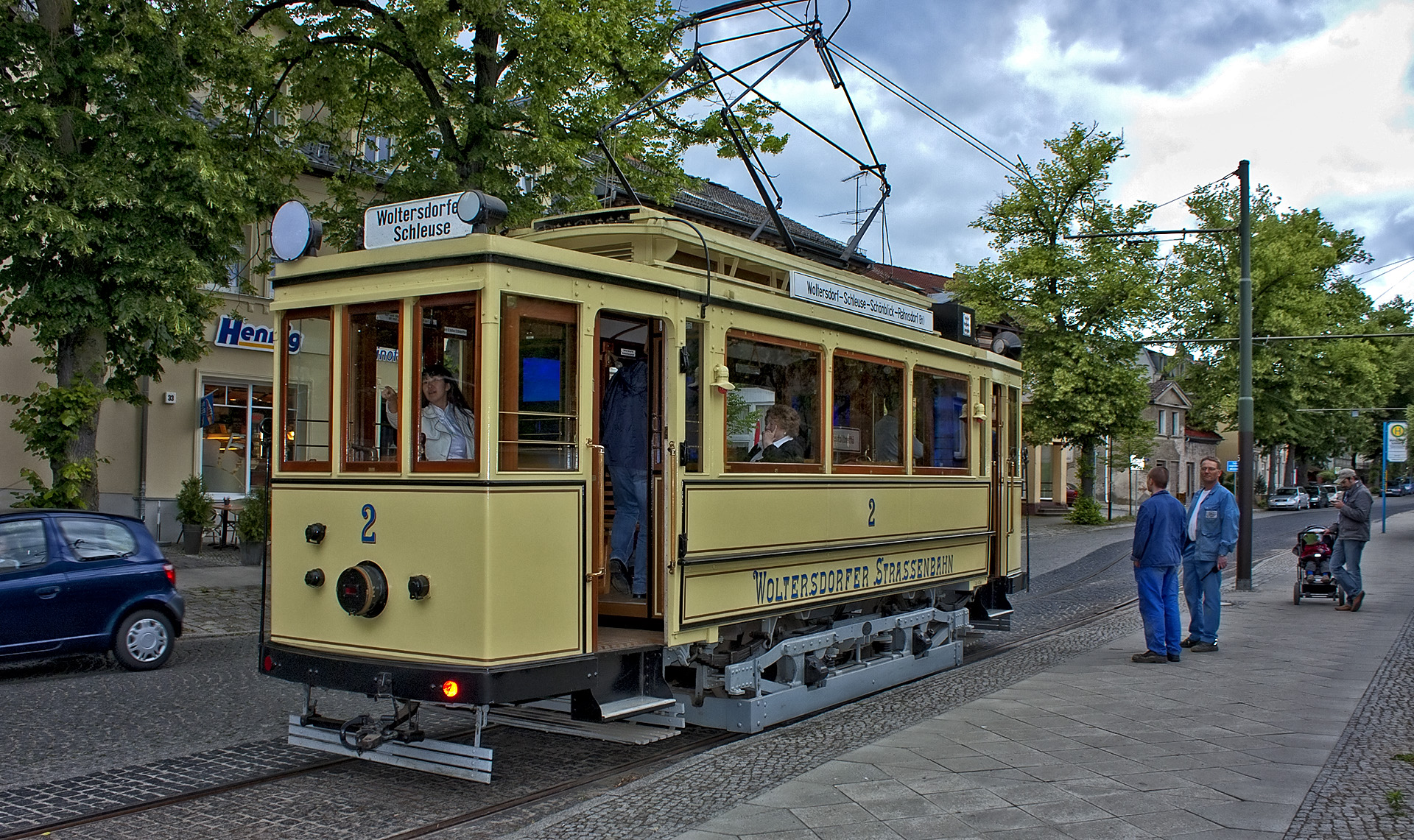
2（2012年撮影）
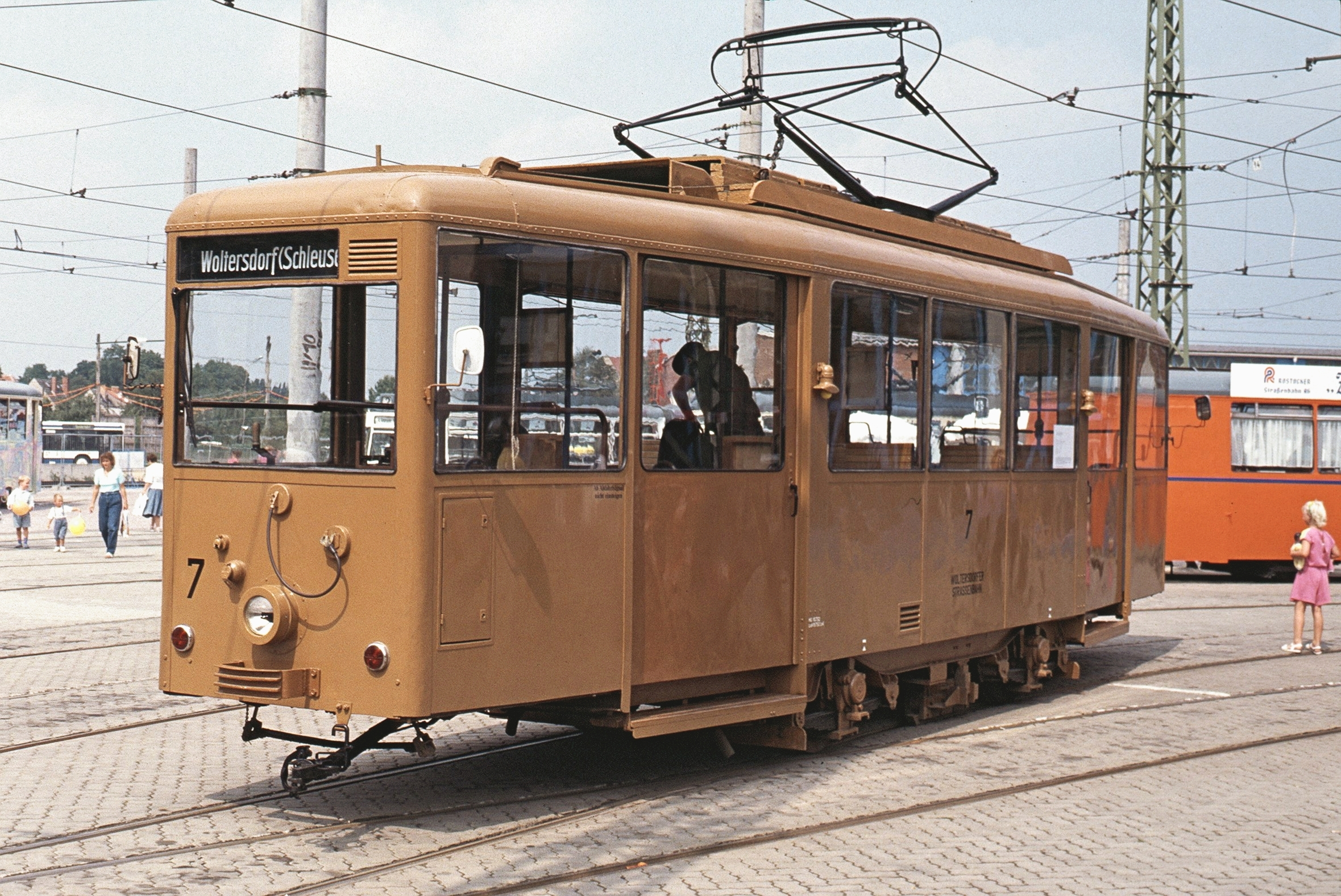
7（1992年撮影）
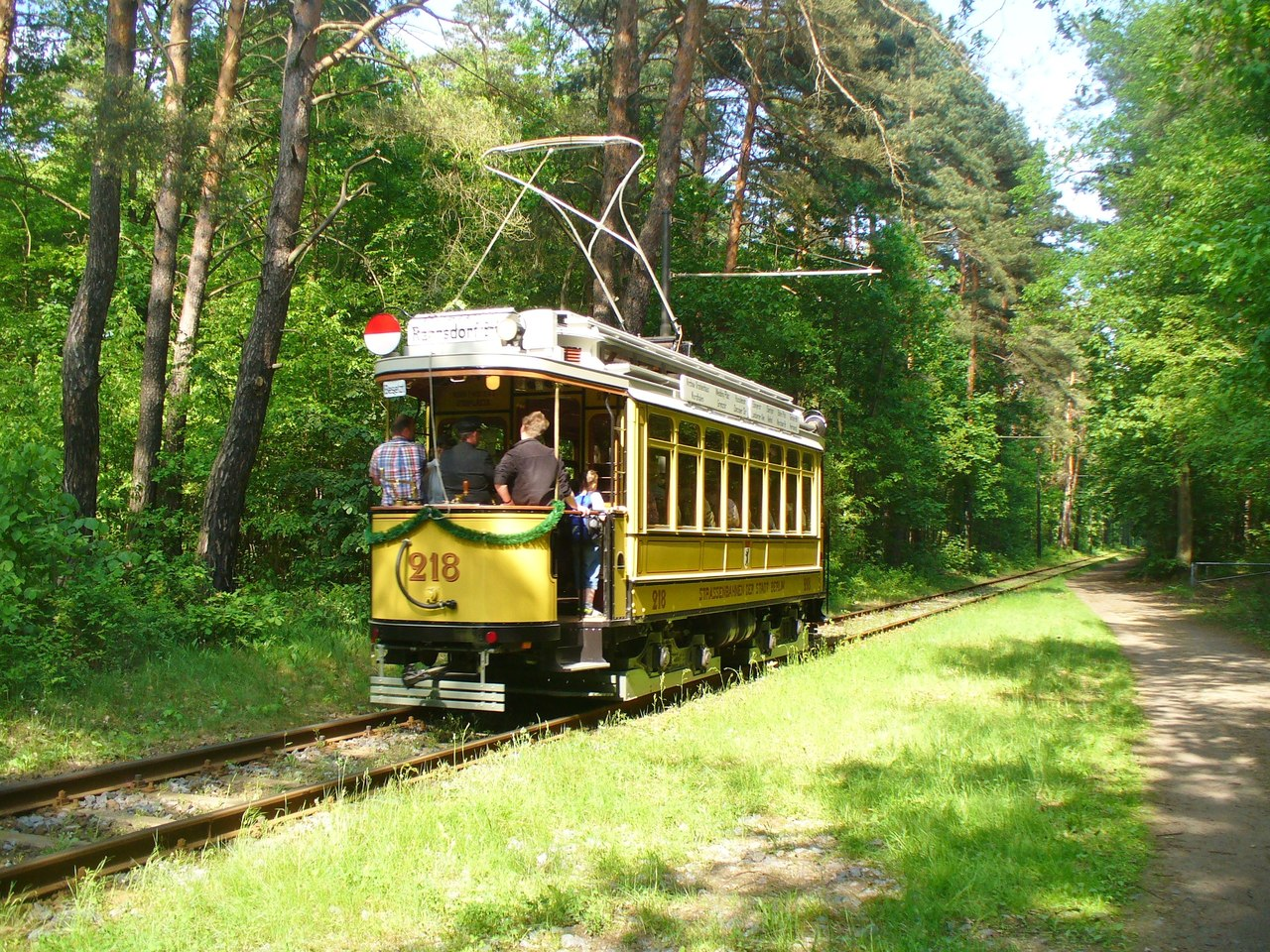
218（2013年撮影）

### その他

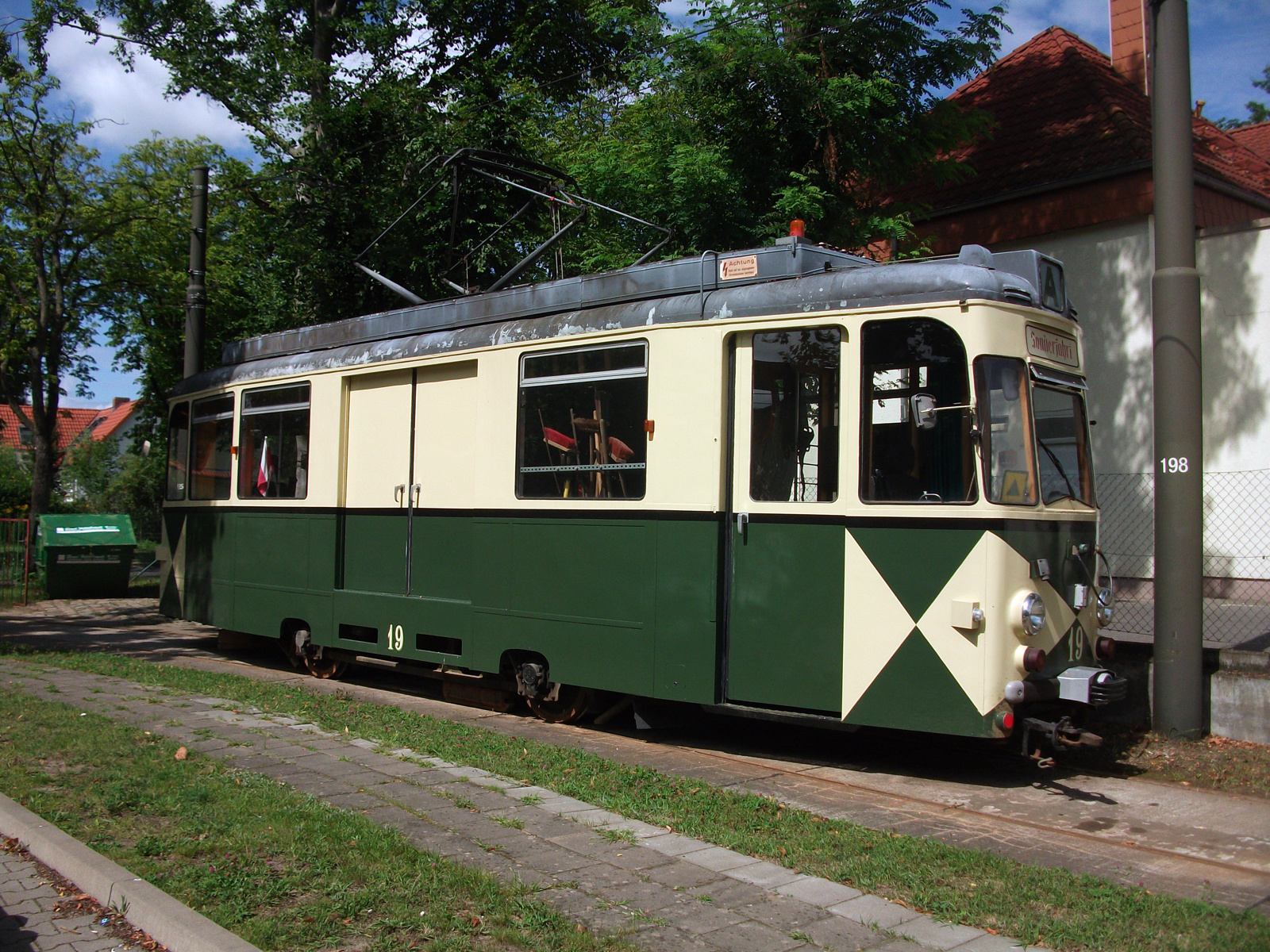
19（2012年撮影）

ヴォルタースドルフ軌道には高所作業車や雪かき車を始めとした複数の事業用車両が在籍しており、そのうち19はベルリン市電から譲渡された車両（REKO形）である。